# Cladius
Cladius es un género de avispas portasierra de la familia Tenthredinidae, con alrededor de 17 especies descritas, distribuidas por Eurasia; una especie introducida en Norteamérica.

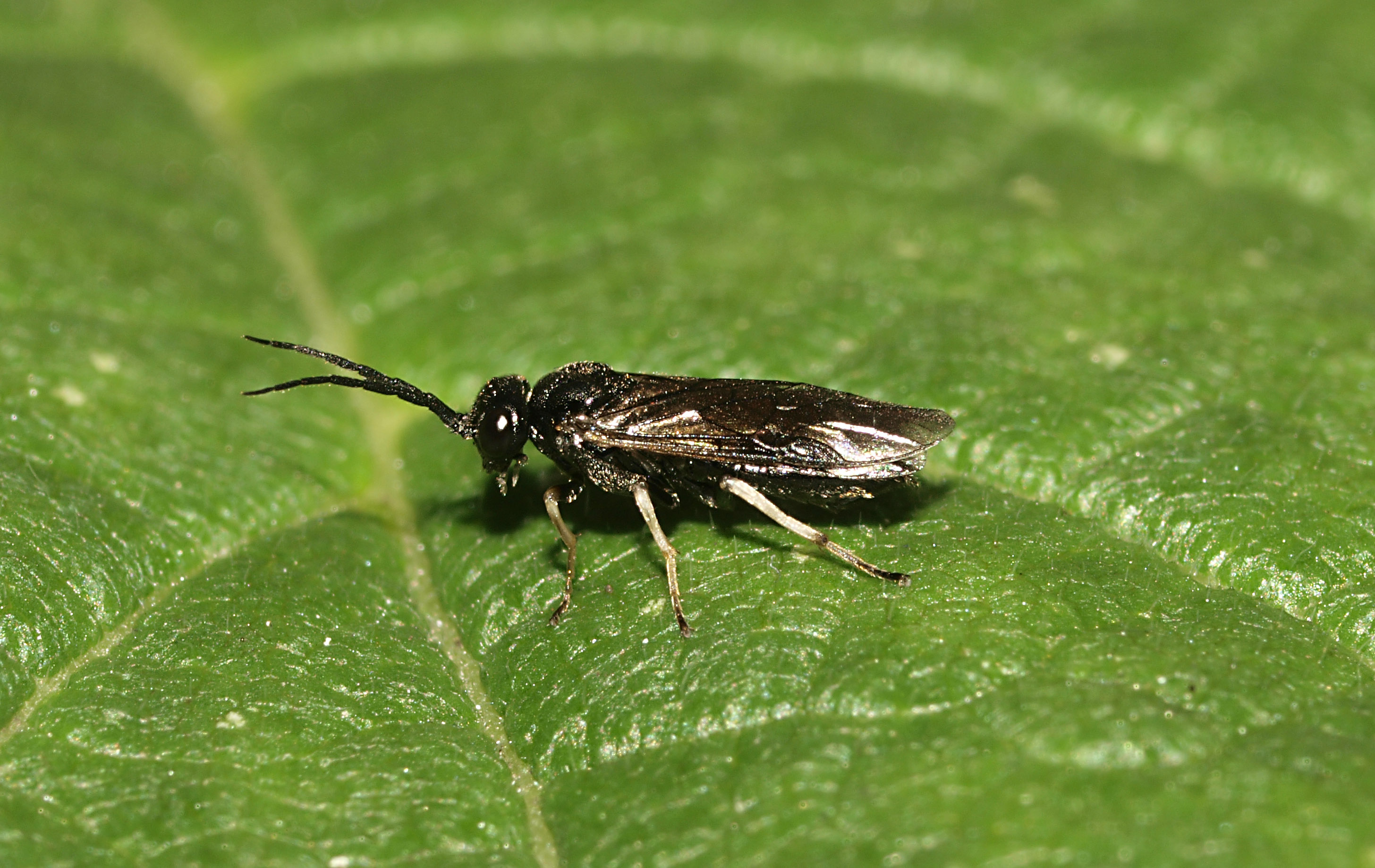
Cladius pectinicornis, hembra

## Especies
Estas 17 especies están en el género Cladius:
- Cladius aeneus Zaddach, 1859 g
- Cladius brullei (Dahlbom, 1835) g
- Cladius comari Stein, 1886 g
- Cladius compressicornis (Fabricius, 1804) g
- Cladius difformis (Panzer) i c g b
- Cladius foveivaginatus (Malaise, 1931) g
- Cladius grandis (Serville, 1823) g
- Cladius hyalopterus (Jakovlev, 1891) g
- Cladius nigricans Cameron, 1902 g
- Cladius nubilus (Konow, 1897) g
- Cladius ordubadensis Konow, 1892 g
- Cladius pallipes Serville, 1823 g
- Cladius palmicornis Konow, 1892 g
- Cladius pectinicornis (Geoffroy, 1785) g
- Cladius pilicornis (Curtis, 1833) g
- Cladius rufipes (Serville, 1823) g
- Cladius ulmi (Linnaeus, 1758) g

Fuentes de información: i = ITIS, c = Catalogue of Life, g = GBIF, b = Bugguide.net

## Ciclo vital deCladius difformis

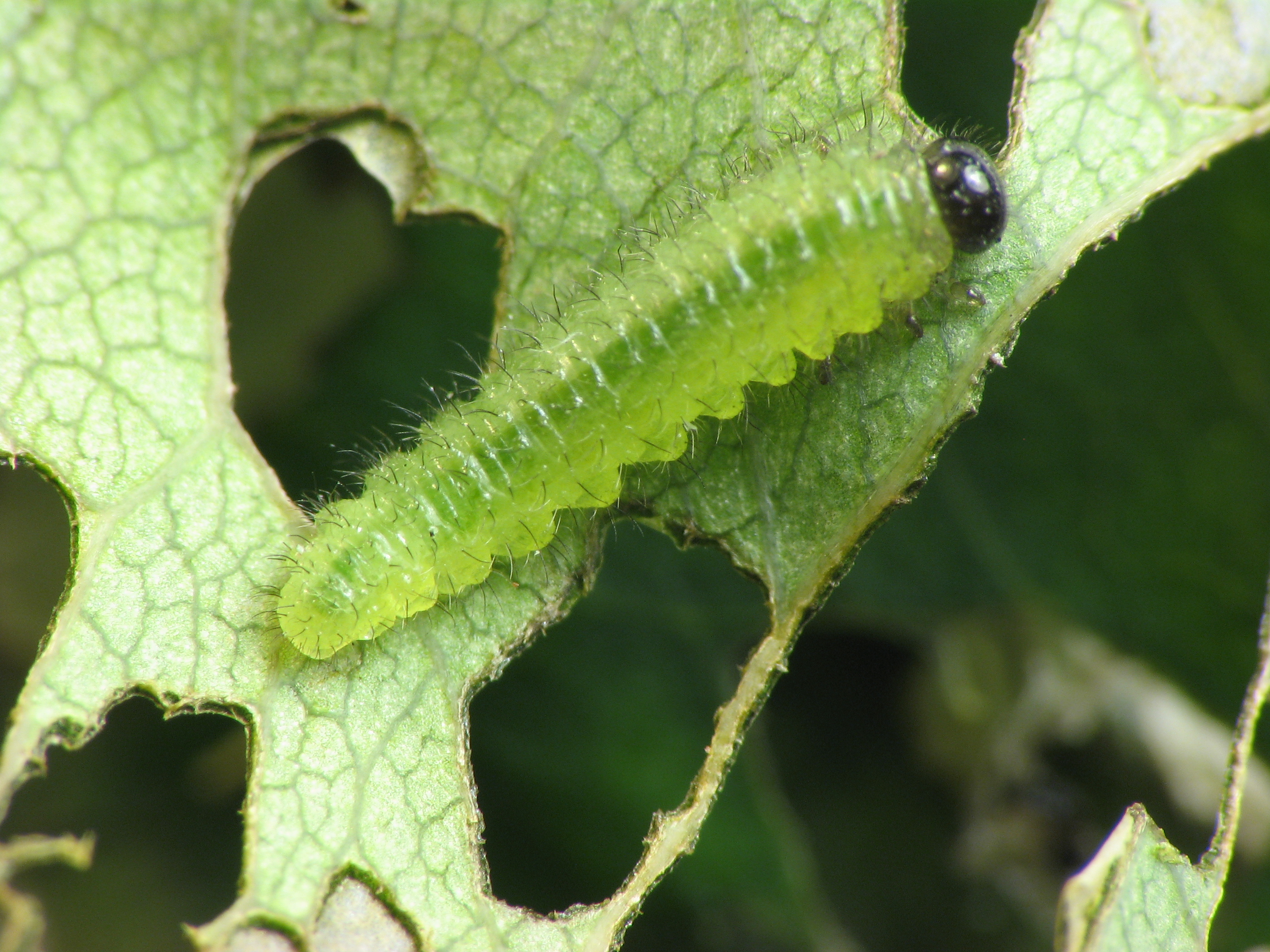
Larva
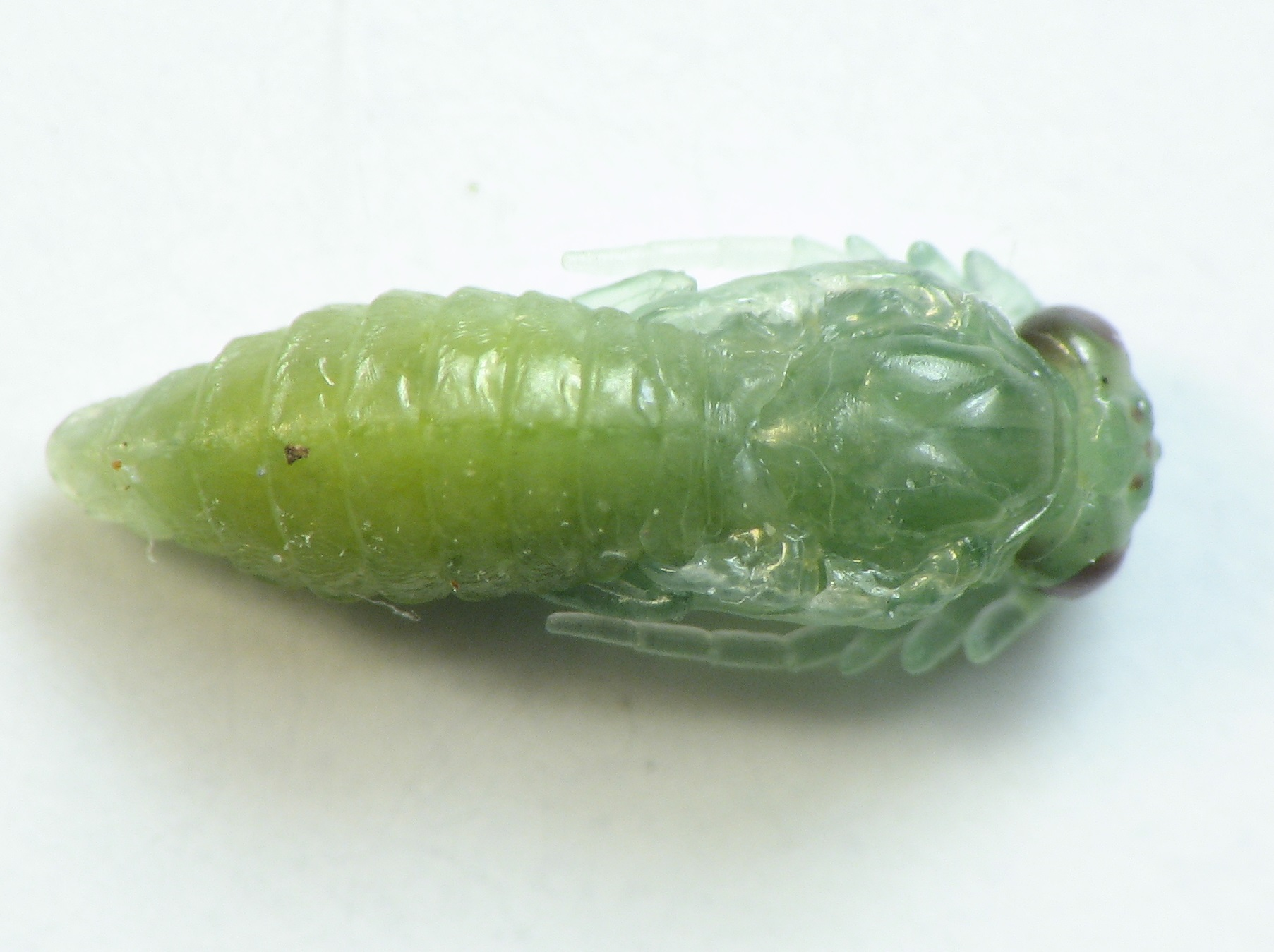
Pupa, vista dorsal
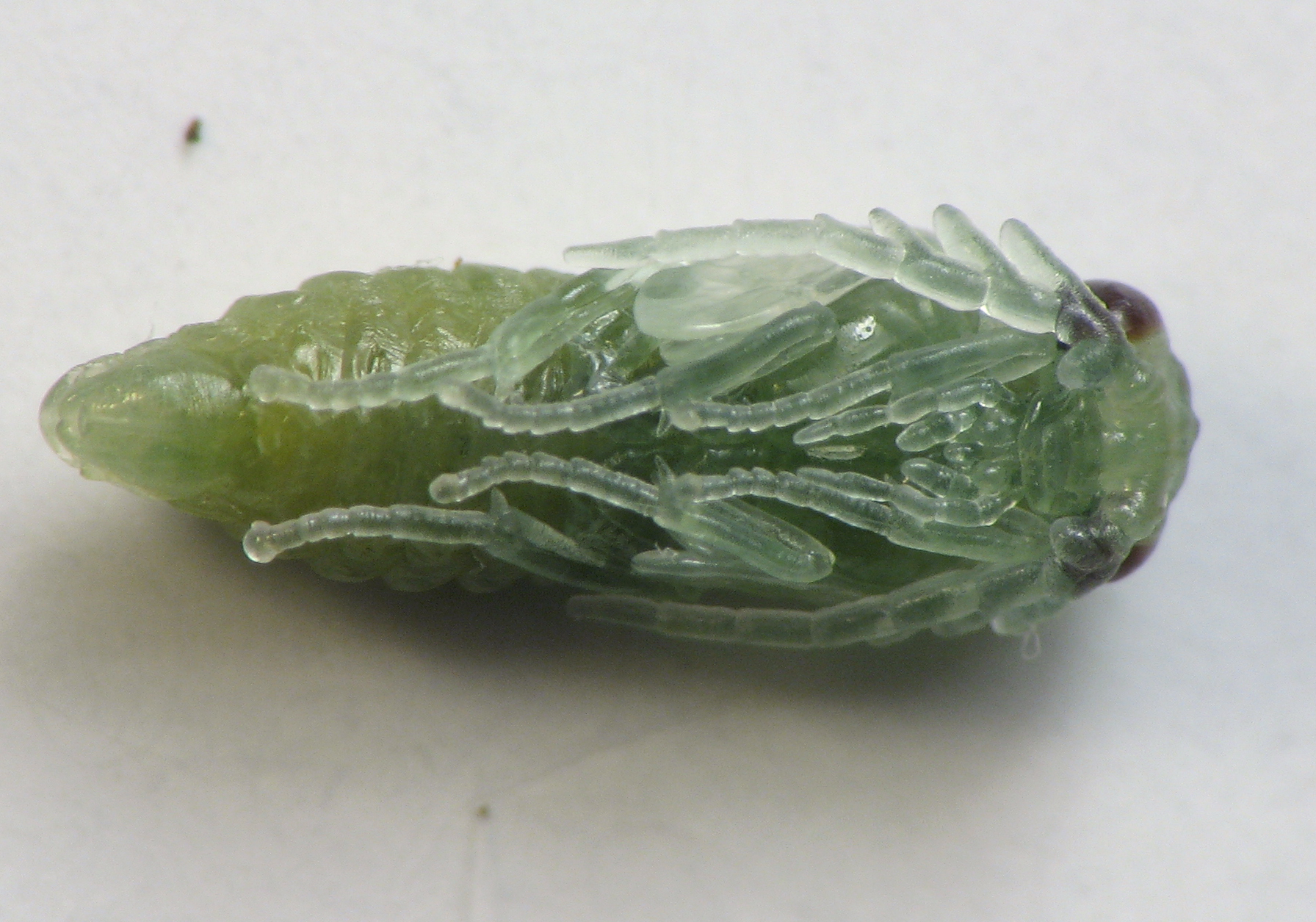
Pupa, vista ventral
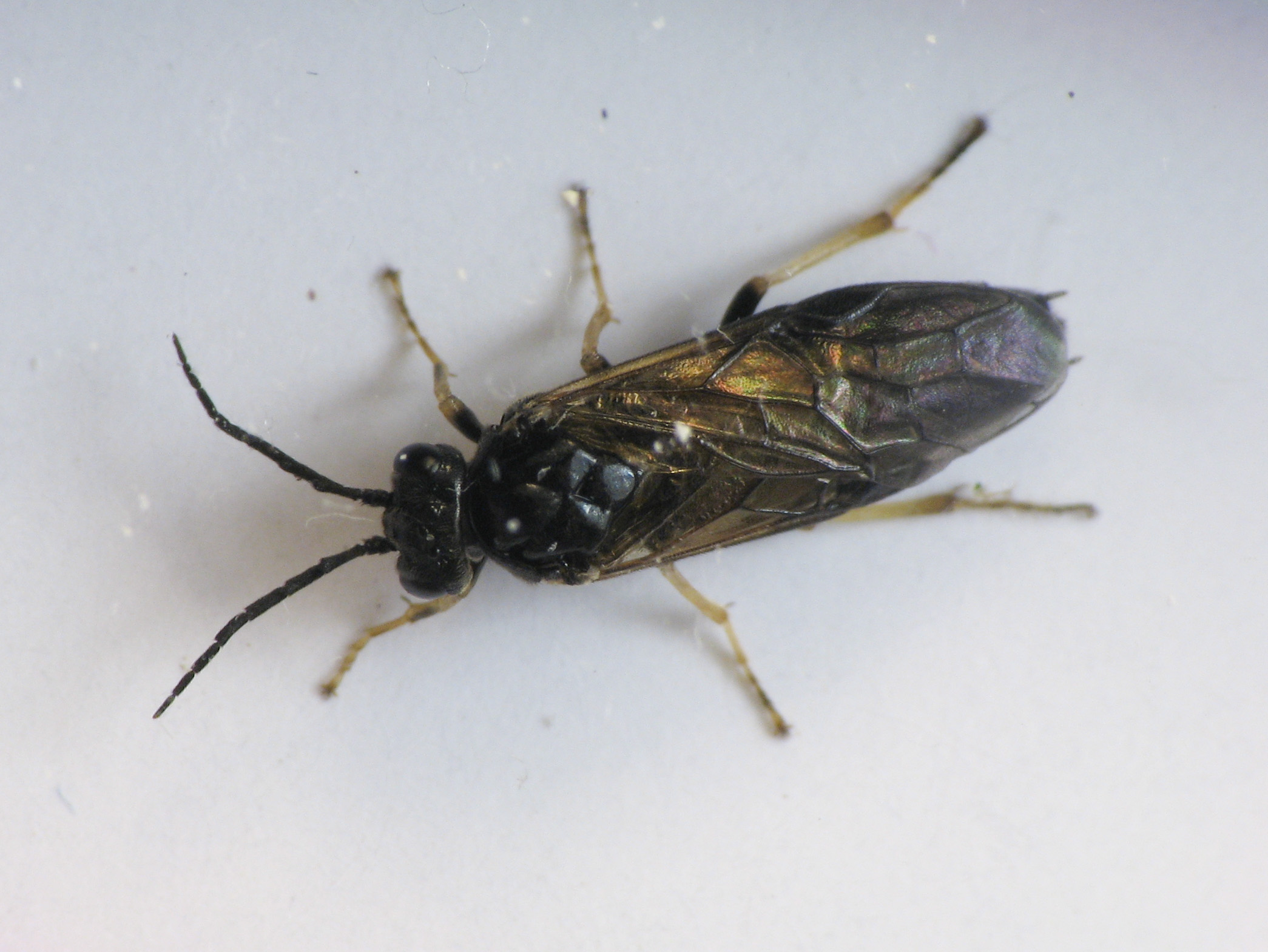
Hembra
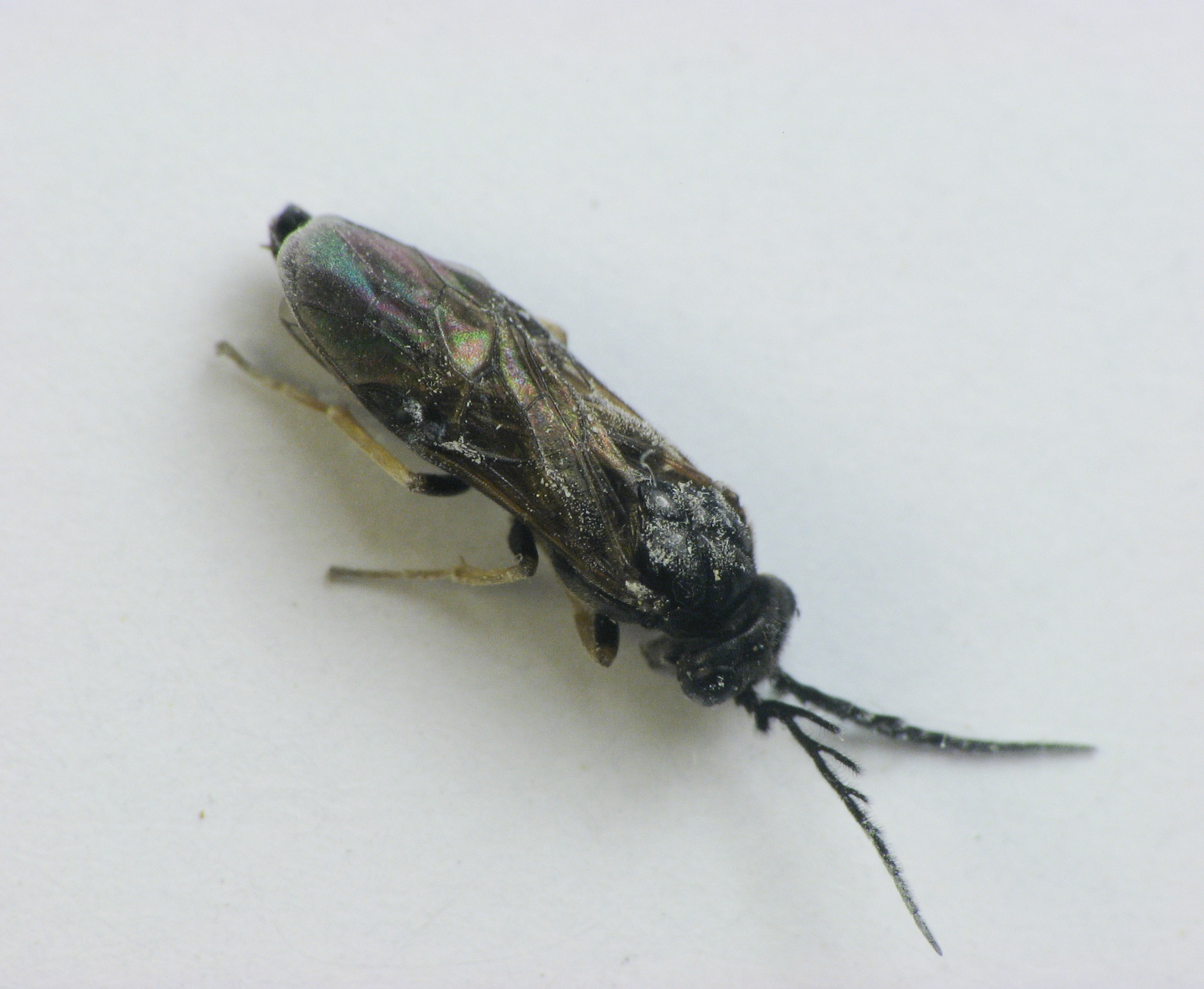
Macho